# 洲本市立五色中学校
洲本市立五色中学校（すもとしりつ ごしきちゅうがっこう）は、兵庫県洲本市五色町にある公立中学校。

## 沿革
- 1969年（昭和44年）4月1日 - 都志、鮎原、五色丘の各中学校の統合により五色町立五色中学校創立。
- 2006年（平成18年）2月11日 - 洲本市と五色町の合併により、洲本市立五色中学校となる。

## 部活動

### 運動部
- 野球部
- 女子ソフトテニス部
- バレーボール部
- 女子卓球部
- 陸上競技部

### 文化部
- 吹奏楽部
- 創作部

## 校区
- 洲本市立都志小学校
- 洲本市立広石小学校
- 洲本市立堺小学校
- 洲本市立鳥飼小学校
- 洲本市立鮎原小学校

## 校区が隣接している学校
- 淡路市立一宮中学校
- 淡路市立津名中学校
- 洲本市立安乎中学校
- 洲本市立洲浜中学校
- 洲本市立青雲中学校
- 南あわじ市立三原中学校
- 南あわじ市立西淡中学校